# 広田レオナ
広田 レオナ（ひろた レオナ、1963年3月7日 - ）は、日本の映画監督・元女優・エージェント代表。北海道札幌市出身。株式会社ジュ・デテストゥ・レ・コンコンブル（ジュデコン）代表取締役社長。旧芸名、広田 玲央名。本名は広田 久美（旧姓）。

## 来歴
4歳でバレエを始め、少女時代からバレエの英才教育を受けた。
札幌市立中央中学校から札幌静修高等学校に進み、同校1年の1978年に15歳でベルギーのベルギー王立芸術学院「MUDRA」に合格し、モーリス・ベジャールに師事した。ダンスの他にアクターズスタジオのスタニスラフスキー・システムなどを徹底的に教え込まれた。18歳の時、振付中の事故により腰を壊しバレエを断念し、日本に帰国した。19歳で映画のオーディションに合格し、「だいじょうぶマイ・フレンド」(1983年)でピーター・フォンダの相手役として女優デビューした。
風変わりな個性で注目され、以後も映画・テレビドラマを中心に活躍した。特に、1980年代後半から90年代にかけて全盛を極めたトレンディドラマでは、シニカルで癖が強いながらも、どこか謎めいた雰囲気も併せ持つ役柄を数多く演じ、視聴者に強い印象を残した。1991年に鈴木清順監督の『夢二』と阪本順治監督の『王手』でヨコハマ映画祭助演女優賞を受賞し、演技派女優としての地位を確立。若松孝二・斎藤耕一・崔洋一など、他の名匠の作品にも重要な役どころで起用された。 斎藤耕一監督の『薔薇ホテル』では、本場仕込みのダンスも披露している。
2000年に初監督作品「DRUG GARDEN」を発表。全編、家庭用ビデオカメラで撮影し、音楽、編集、スチールなど、ほぼ全てを担当する。単館で9ヶ月上映された。
映画「お江戸のキャンディー」は、ボーイズラブもので制作費500万円の企画にて製作、バレエ「白鳥の湖」をベースとし、“世界初の幼稚園児も観る事の出来る男色映画”との触れ込みで2015年2月に公開された。DVDの製作・販売において複数のトラブルに見舞われたがその後解決した。
また同時期に、今後は女優業を続けるつもりがないことを表明、裏方業に方向転換した。
2015年1月15日、芸能エージェント株式会社ジュデコン（正式名称ジュ・デテストゥ・レ・コンコンブル）を吹越満とともに立ち上げ、「廣田レオナ」名義で代表取締役に就任。それまでの所属事務所であったフロム・ファーストプロダクションとも業務提携を結んでいる。
私生活では20歳代のときに医大生（のちに歯科医）と結婚、1988年4月に第一子となる男児を出産するが、結婚3年目に離婚。俳優・タレントの吹越満と1994年12月24日に結婚、一女を授かるも2005年12月12日に離婚。二人の子供は広田が引き取り養育していたが、2012年に復縁・再婚に至った。前回の結婚では長男・雅裕の改姓を避ける配慮から、吹越が廣田姓となったが、このときは娘のために広田が吹越姓になった（長男は2008年4月に成人しており、現在も広田姓）。2016年12月に吹越と離婚したことが明らかになった。なお離婚したのちも吹越はジュデコンに所属している。
2018年12月10日、22歳年下の元俳優で映像作家の男性と結婚し、9月13日に挙式したことを自身のインスタグラムにて明らかにした。
2021年6月1日、肺がんに罹患したこと、翌日に手術を受けることを公表した。5日、ブログで肺がん手術後の様子を報告。9日、前々日に退院したことを報告した。
2023年には吹越との間に生まれた間の長女が「咲耶」の芸名で女優としてデビューしたことが明らかになっている。

## 人物

### 趣味・嗜好
- 趣味は乗馬[17]。
- かつてはヘビースモーカーであったが、2001年頃を境に禁煙をしている[18]。

### 親族
- 父・憲親（2020年死去）は、東京でジョージ広田の芸名でラテンミュージシャンとして活動後、故郷に戻り、すすきのでミュージックパブ「ジョージの城」を経営[3]。同店は地元の若手歌手の育成の場にもなり、安倍律子・杏真理子などのプロも輩出している。また、俳優の佐藤浩市の妻で、元舞台女優の広田亜矢子は従妹にあたる[19]

### エピソード
- 「笑っていいとも!」にレギュラー出演し、金格寺まりものペンネームで「笑っていいともウラ本」を出版したことがある[20]。名付け親は細野晴臣である。
- 「幼少期、家に女中さんが居る生活だった」と話している。
- 同じく幼少期、3度も性的暴行目的の誘拐未遂に遭っている。

## 主な作品

### テレビドラマ
- ザ・サスペンス（TBS）
  - モモ子シリーズ2（1983年）
- 青が散る（1983年、TBS） - 荒井ゆかり 役
- ザ・ハングマン4 第2話「女子留学生が麻薬を運ばされる!」（1984年） - 前尾玲子 役
- 特捜最前線 第367話「六本木ラストダンス!」（1984年、テレビ朝日） - 川奈友子 役
- 私鉄沿線97分署 第17話「うそ発見バトルロイヤル!」（1985年、テレビ朝日） - 乾なつこ 役
- ただいま絶好調! 第6話「あの娘は億万長者」（1985年、テレビ朝日）
- 子供が見てるでしょ!（1985年、TBS）
- 新春ドラマスペシャル / 翔んでる警視II（1987年、TBS）
- 土曜ワイド劇場（テレビ朝日）
  - 牟田刑事官事件ファイル6（1987年）
  - 尼さん探偵事件帖4（1993年）
- おヒマなら来てよネ! （1987年、フジテレビ） - 夕顔 役
- 熱くなるまで待って!（1987年、フジテレビ） - 河部 役
- 火曜サスペンス劇場（日本テレビ）
  - あなたに似た人 （1987年10月、ヴァンフィル）
  - あなたの知らないあなたの部屋（1989年5月）
- 勝手にしやがれヘイ!ブラザー 第8話（1989年、日本テレビ） - クラブのママ 役
- ぼくが医者をやめた理由（1990年 テレビ東京）
- 素敵にダマして!（1992年、日本テレビ）
- 世にも奇妙な物語
  - 「いたれりつくせり」 （1992年） - 厚子 役
  - 「マジシャンのポケット」（1992年） - ジプシー・ローズ（2代目） 役
  - 世にも奇妙な物語 秋の特別編 (2002年)「知らなすぎた男」（2002年） - 諸沢しのぶ 役
- 俺たちルーキーコップ 第3話「大好走」（1992年、TBS）
- 親愛なる者へ（1992年、フジテレビ）
- 往診ドクターの事件カルテ 第10話「盗撮された現場写真」（1992年、朝日放送）
- 腕におぼえあり2 （1992年、NHK） - はつ 役
- 高校教師 第7話（1993年、TBS） - 玉田亜弓 役
- スキャンダル （1993年、フジテレビ） - 安達麗子 役
- 怪談 KWAIDAN II 「長良屋お園の怪」（1993年、フジテレビ） - お近 役
- つばさ（1994年）
- それが答えだ! 第8話・第9話（1997年、フジテレビ） - 結城由起子 役
- 花王 愛の劇場 / 熱中家族 （1998年、TBS）
- 大河ドラマ「元禄繚乱」（1999年、NHK） - 浦里 役
- 連続テレビ小説「ほんまもん」（2001年、NHK） - 百合子 役
- 伝説のマダム 第8話（2003年、読売テレビ） - 笠原さゆり 役
- 時効警察 第4話（2006年、テレビ朝日） - 白河湯舟 役
- DRAMA COMPLEX「コシノ家の闘う女たち」（2006年、日本テレビ） - コシノジュンコ 役
- 今週、妻が浮気します（2007年、フジテレビ） - 至宝君子 役
- 栞と紙魚子の怪奇事件簿 第6話（2008年2月9日、日本テレビ） - ゼノ夫人 役
- メン☆ドル 〜イケメンアイドル〜（2008年10月、テレビ東京） - 鴨嘴(かものはし)冴子 役
- LIAR GAME Season2（2009年、フジテレビ） - 小坂妙子 役
- チーム・バチスタ2 ジェネラル・ルージュの凱旋（2010年4月 - 6月、関西テレビ） - 目黒光子 役
- 警視庁失踪人捜査課 第6話（2010年5月21日、ABC・テレビ朝日） - 野口美沙 役
- 熱海の捜査官（2010年、テレビ朝日） - 洲崎道代 役
- 牙狼-GARO- 〜MAKAISENKI〜 第2話（2011年10月13日、テレビ東京） - 一貝志乃 役
- 妖怪人間ベム（2011年、日本テレビ） - 町村日出子 役
- 黒い報告書 第3の報告書「リア充の女」（2012年12月8日、BSジャパン） - 御園美鈴 役
- 孤独のグルメ Season3 第1話（2013年7月10日、テレビ東京） - 黒田真理子 役

### 映画
- だいじょうぶマイ・フレンド （1983年 キティ・フィルム・東宝） - ミミミ役 [21]
- ユー・ガッタ・チャンス （1985年 東宝）- 磯村瀬里 役
- Aサインデイズ （1989年 大映） - ひろみ役 [22]
- さわこの恋 （1990年 ケイエスエス）[23]
- 夢二（1991年ムービーギャング） - お葉役※ヨコハマ映画祭　助演女優賞
- 王手（1991年ムービーギャング） - 照美役※ヨコハマ映画祭　助演女優賞
- 外科室（1992年 松竹） - 庭園の婦人
- 夜逃げ屋本舗2 （1993年 光和インターナショナル・日本テレビ）
- エンドレスワルツ （1995年 松竹） - 主演・鈴木いづみ 役  [24]
- 薔薇ホテル（1996年 ゼアリズ配給） - 主演・美知代 役
- 「物陰に足拍子」より MIDORI（1996年 東北新社） - 横井光 役
- ORGAN オルガン （1996年 オルガンヴィトー） [25]
- ポルノスター（1998年、豊田利晃監督） - 5スター・プッシーキャット 役
- ボーダーライン（フランス語版）（1999年、フランス映画）
- 冷静と情熱のあいだ （2001年 東宝） - 麻美 役
- ゲルマニウムの夜 （2005年 荒戸映画事務所） - テレジア 役[26]
- 転がれたま子（2005年シネカノン） - マーブル 役
- 間宮兄弟 （2006年 アスミック・エースエンタテインメント、小学館、テレビ東京、WOWOW） - 薬屋のおばちゃん 役
- 転々（2007年スタイルジャム） - 鏑木 役
- コトバのない冬 echo of silence（2010年）
- 山形スクリーム（2009年） - サジエ 役
- アイ・アム I am.（2010年）
- 映画 妖怪人間ベム（2012） - 町村日出子 役
- 獣道（2017年）

主な監督作品
- DRUG GARDEN （2000年 ギャガ） - 主演・広田レオナ役としても出演[27]
- お江戸のキャンディー（2015年）[28]
- お江戸のキャンディー2 ロワゾー・ドゥ・パラディ（2017年）
- 遮那王　お江戸のキャンディー３ (2019年）

### 舞台
- 新宿八犬伝 五巻―犬街の夜―（2010年9月 - 10月）
- る・ひまわり「こころ」（2011年8月、青山円形劇場） - 静 役
- 銀河英雄伝説 初陣 もうひとつの敵（2013年8月、日本青年館大ホール） - ベーネミュンデ公爵夫人 役

### シングル
- だいじょうぶマイ・フレンド（1983年3月21日、東芝EMI:ASIN B00FJVHH24）

### テレビ番組
- 笑っていいとも!（1983年 - 1984年、フジテレビ） - 水曜日（後に月曜日）レギュラー。当時は広田玲央名名義
- アフリカのツメ（日本テレビ） - 未来ママ
- あっぱれ!!さんま新教授（フジテレビ） - 準レギュラー
- ボクらの時代「不思議は尽きない・・・」渡部篤郎・広田レオナ・板尾創路（2010年3月21日、フジテレビ）

### ラジオ番組
- ニューヒットポップス情報「AAAヒット情報」（1985年4月 - 1986年3月、NHK-FM）当時は広田玲央名名義

### CM
- サントリー ブルーハワイ
- マクドナルド
- 明星 中華三昧
- 年賀ハガキ
- 第一生命
- 小学館 テレパル
- 日本たばこ セーラムライト - ナレーション
- 角川文庫 - ナレーション